# Jacques Zegers
Jacques Zegers (Brussel, 25 juni 1947) is een Belgisch zanger.

## Levensloop
Hij vertegenwoordigde zijn land op het Eurovisiesongfestival in 1984. Met zijn nummer Avanti la vie werd hij vijfde op negentien deelnemers.

## Discografie
- La nuit (1983)
- Pour elle (1983)
- LA en Olympie (1984)
- Avanti la vie (1984)
- 1001 amis (1984)

1956: Fud Leclerc + Mony Marc · 
1957: Bobbejaan Schoepen · 
1958: Fud Leclerc · 
1959: Bob Benny · 
1960: Fud Leclerc · 
1961: Bob Benny · 
1962: Fud Leclerc · 
1963: Jacques Raymond · 
1964: Robert Cogoi · 
1965: Lize Marke · 
1966: Tonia · 
1967: Louis Neefs · 
1968: Claude Lombard · 
1969: Louis Neefs · 
1970: Jean Vallée · 
1971: Lily Castel & Jacques Raymond · 
1972: Serge & Christine Ghisoland · 
1973: Nicole & Hugo · 
1974: Jacques Hustin · 
1975: Ann Christy · 
1976: Pierre Rapsat · 
1977: Dream Express · 
1978: Jean Vallée · 
1979: Micha Marah · 
1980: Telex · 
1981: Emly Starr · 
1982: Stella · 
1983: Pas de Deux · 
1984: Jacques Zegers · 
1985: Linda Lepomme · 
1986: Sandra Kim · 
1987: Liliane Saint-Pierre · 
1988: Reynaert · 
1989: Ingeborg · 
1990: Philippe Lafontaine · 
1991: Clouseau · 
1992: Morgane · 
1993: Barbara · 
1995: Frédéric Etherlinck · 
1996: Lisa del Bo · 
1998: Mélanie Cohl · 
1999: Vanessa Chinitor · 
2000: Nathalie Sorce · 
2002: Sergio & The Ladies · 
2003: Urban Trad · 
2004: Xandee · 
2005: Nuno Resende · 
2006: Kate Ryan · 
2007: The KMG's · 
2008: Ishtar · 
2009: Copycat · 
2010: Tom Dice · 
2011: Witloof Bay · 
2012: Iris · 
2013: Roberto Bellarosa · 
2014: Axel Hirsoux · 
2015: Loïc Nottet · 
2016: Laura Tesoro · 
2017: Blanche · 
2018: Sennek · 
2019: Eliot · 
2021: Hooverphonic · 
2022: Jérémie Makiese · 
2023: Gustaph · 
2024: Mustii · 
2025: Red Sebastian
- International Standard Name Identifier: 0000 0001 2062 3561
- MusicBrainz: 735086ce-918a-4a0e-bb94-532239935390
- Nationale Bibliotheek van Tsjechië: mzk2011637261
- Virtual International Authority File: 171610370